# IFK Ore
IFK Ore är en ishockeyklubb från Furudal i Rättviks kommun, Dalarna. Föreningen bildades 1937. Ishockey började klubben spela 1947.
Säsongen 1984/1985 spelade man för första gången i Division I, men placerade sig sist i den västra fortsättningsserien och flyttades ner till den nästkommande säsongen. Säsongen 2010/2011var man tillbaka i Division 1, som nu var tredjedivisionen inom svensk ishockey. Laget nådde en fjärdeplacering i Division 1C och även en fjärdeplaceringen i den Allettan Mellan. I det följande playoff-spelet vann man först mot Borlänge HF och förlorade sedan i playoff 2 mot Kiruna IF.
Säsongen 2011/2012 nådde man en femteplacering i Division 1C och missade därmed Allettan. I fortsättningsserien slutade man 2:a. Säsongen 2012/2013 slutade man sist i både grundserie och fortsättningsserie. Efter det avstod föreningen att kvala för att få vara kvar i serien. Laget spelar sedan säsongen 2017/2018 i Hockeytrean.